# リエンツ
リエンツ、リーエンツ（ドイツ語: Lienz [ˈliːɛnt͡s]）は、オーストリアのチロル州リエンツ郡の 基礎自治体 ( ゲマインデ ) 。チロル州の飛び地である東チロル地方の中心の町。人口約13,000人。登山とスキーなどリゾート地としてにぎわう。
この町の北側にはオーストリア最高峰のグロスグロックナー山（ 3,797 m）がそびえ立ち、雄大な山岳地帯、アルペンルート近くにあり、素朴でこぢんまりとした市街地を形成している地方都市である。南に行けば、イタリア国境で、南チロルに至る、古来イタリア、ローマに向かう交通の要衝である峠となる。以前はオーストリアの領地であった南チロルがイタリアに割譲されたが、このリエンツは、今ではオーストリアの山岳地帯の南端にあたる。町を見下ろすブルック城は、ゲルツ（Görz）侯の居城であったが、現在は東チロル郷土博物館（Osttiroler Heimatmuseum）となって公開されている。そこには、東チロル地方に伝わる民芸品や民族資料や侯家伝来の収集品やこのリエンツ出身の農民画家アルビン・エッガー・リエンツ（Albin Egger-Lienz）の作品も展示されている。町の中心は、ハウプト広場（Hauptplatz）であり、この広場を取り囲むように華やかなホテルや商店が建ち並び、夏は避暑地として、冬はウインター・スポーツの基地として発展した。町を東西に流れるイーゼル川（Isel）北岸には、15世紀に建てられ、16世紀に改築された東チロル最高のゴシック建築のアンドレ教区教会（Pfarrkirche St.Andra）である。

## 姉妹都市
- ゴリツィア, イタリア
- ジャクソン, アメリカ
- セルチュク, トルコ